# Faceless (album)
Faceless je treći studijski album američkog hard rock sastava Godsmack. Objavila ga je 8. travnja 2003. godine diskografska kuća Universal Records. Prvi je studijski album s bubnjarom Shannonom Larkinom. Također to je jedini Godsmackov album snimanjen u The Hit Factory Criteria u Miamiju na Floridi.
Faceless je prvi album sastava koji završio na prvom mjestu ljestvice Billboard 200. Prodan je u više od 269.000 primjeraka u SAD-u u prvom tjednu objave, a do danas u više od 1.000.000 primjeraka.
Pjesma "I Stand Alone" korištena je u filmu "Kralj škorpiona", a pjesme "Straight Out of Line" i "I Stand Alone" bile su nominirane za nagradu Grammy u kategorijama najbolje rock skladbe i najbolje hard rock izvedbe.

## Popis pjesama
1. "Straight Out of Line" (Erna) – 4:19
2. "Faceless" (Erna) – 3:35
3. "Changes" (Erna, Rombola) – 4:19
4. "Make Me Believe" (Erna) – 4:08
5. "I Stand Alone" (Erna) – 4:06
6. "Re-Align" (Erna)  – 4:20
7. "I Fucking Hate You" (Erna) – 4:07
8. "Releasing the Demons" (Erna) – 4:12
9. "Dead and Broken" (Erna) – 4:11
10. "I Am" (Erna) – 3:59
11. "The Awakening" (Erna) – 1:29
12. "Serenity" (Erna, Rombola) – 4:34

Bonusovi pjesme na izdanju u Ujedinjeno Kraljevstvu
1. "Keep Away" (uživo) - 7:42
2. "Awake" (uživo) - 5:39

## Zasluge
Godsmack
- Sully Erna – vokali, gitara
- Tony Rombola – gitara
- Robbie Merrill – bas-gitara
- Shannon Larkin – bubnjevi

Ostalo osoblje
- Tommy Stewart – bubnjevi (na pjesmi "I Stand Alone")
- David Bottrill – produkcija, inženjer zvuka, miksanje
- Kent Hertz – dodatni inženjer zvuka, pro tools
- Marc Stephen Lee – pomoćni inženjer zvuka, pro tools
- Ben Meeengya – pomoćni inženjer zvuka, dodatni pro tools
- Bob Ludwig – masteriranje
- Kevin Sheehy – pomoćnik
- "Viggy" Vignola – programiranje
- P. R. Brown – dizajn omota, umjetnički direktor, slike

## Vanjske poveznice
- Faceless na Discogsu